# Alexandru Radu
Alexandru Radu (n. 9 mai 1997, Ploiești) este un fotbalist român aflat sub contract cu formația din Liga a II-a, Petrolul Ploiești, evoluând pe postul de atacant.

## Legături externe
- Alexandru Radu la romaniansoccer.ro